# Seznam sopečných erupcí 21. století
Seznam sopečných erupcí 21. století je seznam sopečných erupcí v 21. století, které v indexu vulkanické aktivity dosáhly alespoň stupně VEI 4. Pokud měla erupce s nižším indexem vážnější následky, je na seznamu výjimečně uvedena.

## Seznam
| VEI   | Sopka                     | Stát                           | Rok         | Počet obětí | Poznámka | Zdroje                      |
| ----- | ------------------------- | ------------------------------ | ----------- | ----------- | --- | --------------------------- |
| 4     | Šiveluč                   | Rusko                          | 2001        |             | |                             |
| 1     | Nyiragongo                | Konžská demokratická republika | 2002        | 147         | Lávový proud zničil 15 % dvoumilionového města Goma, což zahrnovalo 4 500 budov. 120 tisíc lidí zůstalo bez domova. | [ 1 ]                       |
| 4     | Ruang                     | Indonésie                      | 2002        |             | |                             |
| 4     | Reventador                | Ekvádor                        | 2002        |             | |                             |
| 4     | Manam Motu                | Papua Nová Guinea              | 2004        |             | |                             |
| 4     | Rabaul                    | Papua Nová Guinea              | 2006        |             | | [ 2 ]                       |
| 4     | Okmok                     | Spojené státy americké         | 2008        |             | | [ 3 ]                       |
| 4     | Chaitén                   | Chile                          | 2008        | 1           | | [ 4 ]                       |
| 4     | Kasatochi                 | Spojené státy americké         | 2008        |             | | [ 5 ]                       |
| 4     | Saryčeva                  | Rusko                          | 2009        |             | | [ 6 ]                       |
| 4     | Eyjafjallajökull          | Island                         | 2010        |             | Vyvržený sopečný popel způsobil ve světě největší letecký kolaps od 2. světové války. Největší problémy byly nad Evropou, kam byl zpočátku odvanut. | [ 7 ] [ 8 ]                 |
| 4     | Merapi                    | Indonésie                      | 2010        | 353         | Více než 350 tisíc osob muselo být evakuováno z ohrožené oblasti. Vyvržený sopečný popel způsobil problémy v lokální letecké dopravě. | [ 9 ]                       |
| 4     | Grímsvötn                 | Island                         | 2011        |             | | [ 10 ] [ 11 ]               |
| 5     | Puyehue                   | Chile                          | 2011        |             | Druhá nejsilnější sopečná erupce 21. století. Sopečný mrak dosáhl výšky 10 km. V oblasti byla narušena letecká doprava a muselo se evakuovat asi 3 500 lidí. | [ 12 ]                      |
| 4     | Nabro                     | Eritrea                        | 2011        | 31          | | [ 13 ]                      |
| 3     | Etna                      | Itálie                         | 2013 –dosud |             | Výbuch 16. března 2017 zranil 10 lidí, včetně štábu BBC News. Vyvolal ho kontakt magmatu a sněhu. | [ 14 ] [ 15 ]               |
| 2     | Sinabung                  | Indonésie                      | 2014        | 15          | Erupce generovala pyroklastické proudy, z nichž jeden si vyžádal 15 životů. | [ 16 ]                      |
| 4     | Kelut                     | Indonésie                      | 2014        | 2           | | [ 17 ]                      |
| 3     | Ontake                    | Japonsko                       | 2014        | 63          | Zcela náhlá freatická erupce bez jakéhokoliv varování spustila pyroklastický proud. Událost zabila 63 osob, čímž se stala nejtragičtější sopečnou erupcí v Japonsku od roku 1902. | [ 18 ] [ 19 ]               |
| 4     | Calbuco                   | Chile                          | 2015        |             | První erupce po 43 letech nečinnosti. Úřady evakuovaly 4 000 lidí. | [ 20 ]                      |
| 2     | Sinabung                  | Indonésie                      | 2016        | 7           | | [ 21 ]                      |
| 3     | Fuego                     | Guatemala                      | 2018        | 190         | Nejsilnější erupce od roku 1974. Zahynulo 190 lidí a 256 se jich pohřešovalo. Mezinárodní letiště u hlavního města se muselo uzavřít. | [ 22 ] [ 23 ]               |
| 3     | Krakatoa                  | Indonésie                      | 2018        | 437         | Nejtragičtější erupce 21. století. Večer 22. prosince 2018 došlo k erupci, při níž se 338 m vysoký sopečný kužel zhroutil do moře. Následná vlna tsunami se bez varování prohnala napříč Sundským průlivem. Usmrtila 437 lidí a 14 059 jich zranila. Výzkum ukázal, že vodní stěna měla bezprostředně po svém vzniku výšku 100–150 m. Vlivem gravitace a rostoucí vzdáleností od zdroje se její výška během úderu na 50 km vzdálenou pevninu zmenšila na zhruba 5 m. | [ 24 ] [ 25 ]               |
| 2     | Stromboli                 | Itálie                         | 2019        | 1           | Erupce, nejsilnější za posledních 17 let, zabila trampa a několik dalších osob zranila. Italské námořnictvo bylo nuceno evakuovat desítky obyvatel ze sopečného ostrova. | [ 26 ] [ 27 ]               |
| 4     | Raikoke                   | Rusko                          | 2019        |             | První erupce od roku 1924. Sopečný oblak vystoupal do výšky 13–17 km. | [ 28 ] [ 29 ]               |
| 4     | Ulawun                    | Papua Nová Guinea              | 2019        |             | Sopečný mrak dosáhl výšky 19 km. | [ 30 ]                      |
| 4     | Šiveluč                   | Rusko                          | 2019        |             | Probuzení sopky zahrnovalo čtyři výbuchy, z nichž některé vyvrhly popel téměř 11 km vysoko. | [ 31 ]                      |
| 4     | Taal                      | Filipíny                       | 2020        | 3           | Freatomagmatická erupce pokryla okolní města, včetně Manily, poměrně značnou vrstvou popela. Tři lidé zabiti, dva nezvěstní. | [ 32 ]                      |
| 4     | Soufrière (Svatý Vincenc) | Svatý Vincenc a Grenadiny      | 2021        |             | V prosinci 2020 se v kráteru sopky vytvořil lávový dóm, který postupně rostl. 9. dubna 2021 započala série velkých výbuchů, doprovázené pyroklastickými proudy a část ostrova pokryl sopečný popel. Celkem bylo vyvrženo 0,3 km³ hornin, což z ní dělá největší erupci v Karibiku od roku 1902. Rovněž vytvořila velký kráter na jižním křídle vulkánu. | [ 33 ]                      |
| 1     | Nyiragongo                | Konžská demokratická republika | 2021        | 32          | Láva v přilehlém městě Goma zničila 1 000 domů a zabila 32 osob. | [ 34 ]                      |
| 5–6   | Hunga Tonga               | Tonga                          | 2022        | 5           | Nejsilnější sopečná událost od roku 1991 vyvrhla přibližně 8–9,5 km³ vulkanického materiálu. Erupce ostrovní sopky Hunga Tonga vytvořila mračno popela a páry, jež vystoupalo do výšky 58 km. Sonický třesk hlavní erupce explozivního rázu vyvolal tlakovou vlnu a ta několikrát obletěla planetu. Sopka rovněž vyvolala tsunami vysoké až 15 m a oběti si vyžádalo dokonce až v Jižní Americe na druhém konci Tichého oceánu. Stále není známo kolik materiálu erupce vyvrhla, proto je předmětem vědeckých debat, zda erupci ohodnotit stupněm VEI 5 nebo VEI 6. Je možné, že erupce mohla být větší než erupce Pinatubo (1991). | [ 35 ] [ 36 ] [ 37 ] [ 38 ] |
| 3     | Bezymjannyj               | Rusko                          | 2022        |             | Erupce 28. května 2022 vyvrhla sopečný popel do výšky 15 km, což se projevilo narušením leteckých tras v severní části Tichého oceánu. | [ 39 ] [ 40 ]               |
| 2     | Popocatépetl              | Mexiko                         | 2022        | 1           | Jedna žena byla zabita a dva další horolezci byli zraněni při výstupu na vrchol poté, co došlo k erupci vulkánu. | [ 41 ]                      |
| 0     | Mauna Loa                 | USA                            | 2022        |             | Dvou týdenní efuzivní erupce byla soustředěna pouze na vrchol sopky, aniž by došlo k úmrtí, zraněním či větším škodám na majetku. | [ 42 ]                      |
| (?) 4 | Šiveluč                   | Rusko                          | 2023        |             | Erupce 11. dubna vyvrhla oblak popela a plynů do výšky 20 km. Pyroklastické proudy se dostaly do vzdálenosti 19 km. |                             |
| (?)   | Marapi                    | Indonésie                      | 2023        | 23          | Erupce 3. prosince vyvrhla mračno popela do výše tří kilometrů. V tu dobu se na ní nacházelo 75 horolezců a turistů. Zemřelo 23 osob a někteří z přeživších utrpěli popáleniny. |                             |
| (?)   | Svartsengi                | Island                         | 2023–2024   | 1           | V okolí města Grindavík se první erupční trhlina otevřela v prosinci 2023, ale během několika dní vyhasla a lávový proud nenapáchal škody. Nové trhliny se otevřely v lednu 2024 a proud roztavené horniny stihl zničit tři budovy, než trhliny opět přestaly chrlit lávu. |                             |

## Galerie

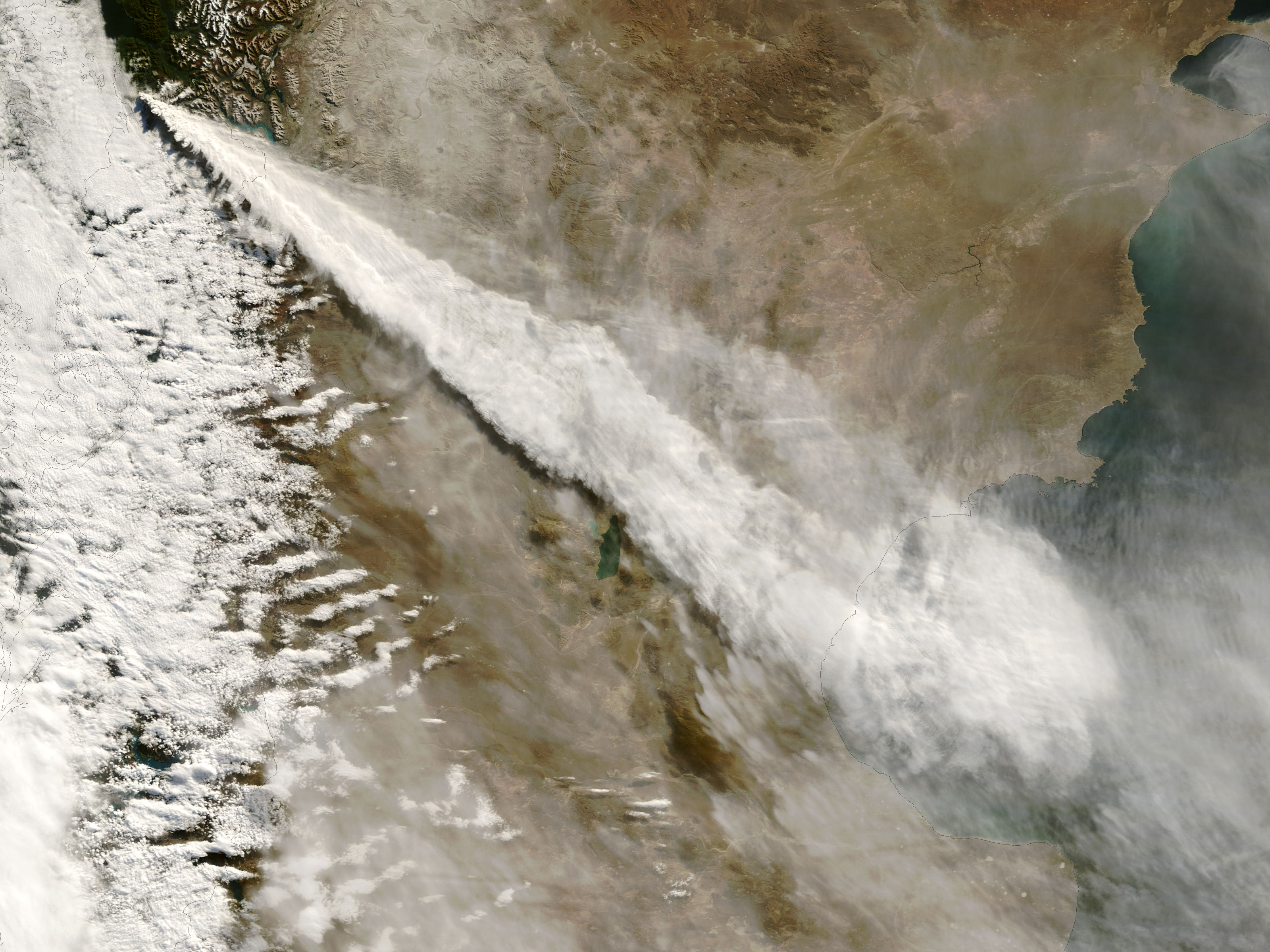
Chaitén (květen 2008).
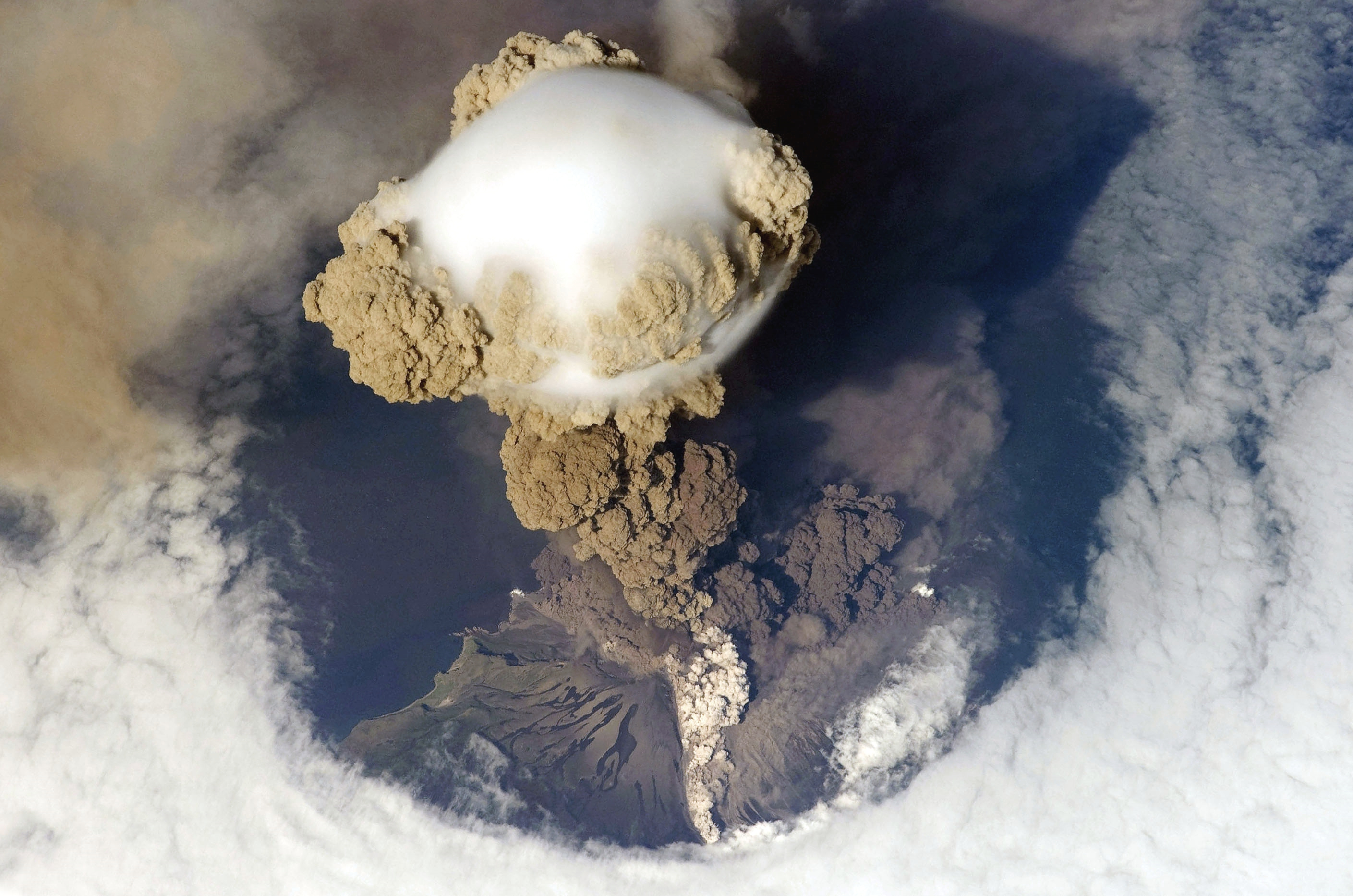
Saryčeva (červen 2009).
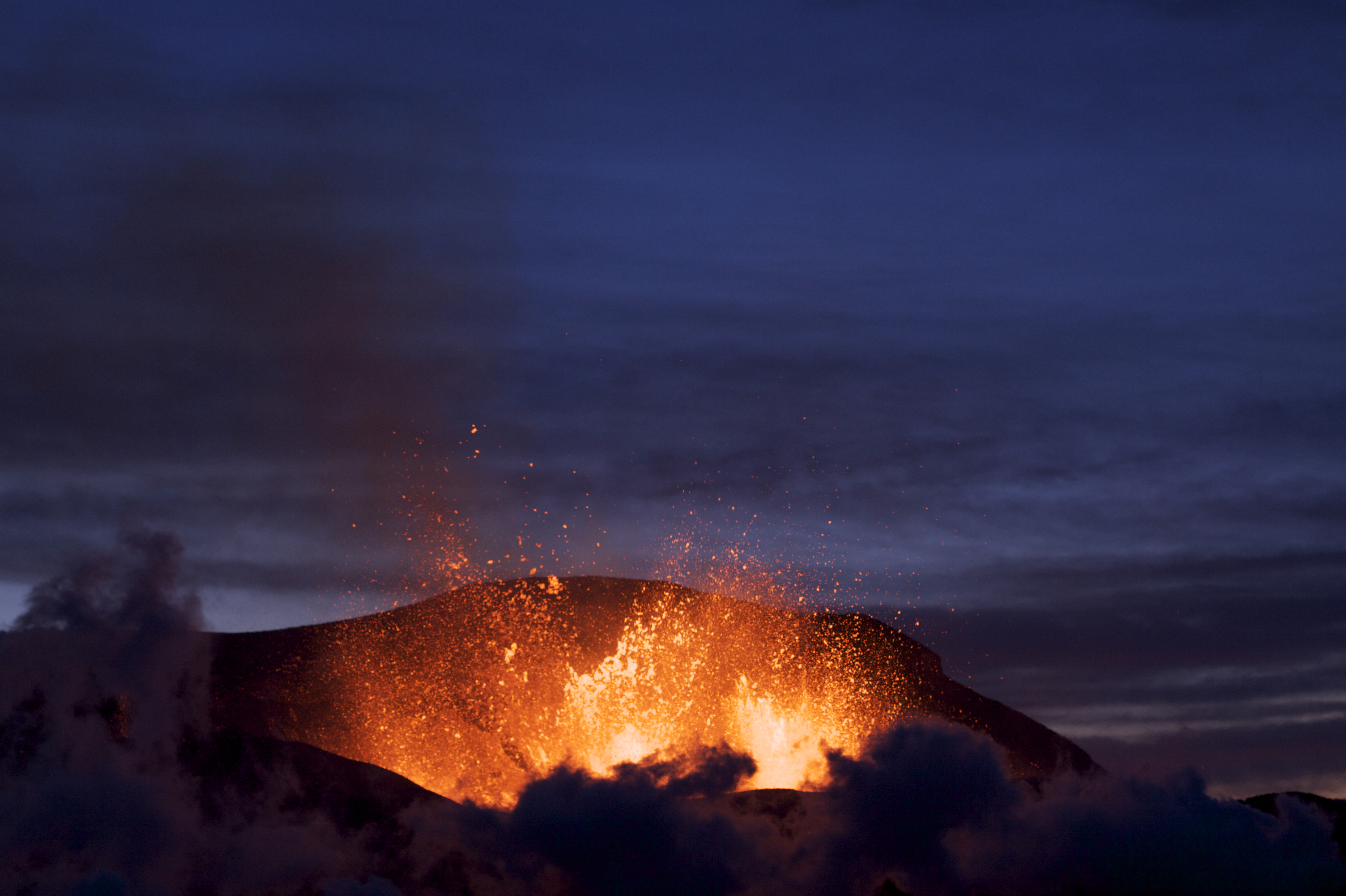
Eyjafjallajökull (březen 2010).
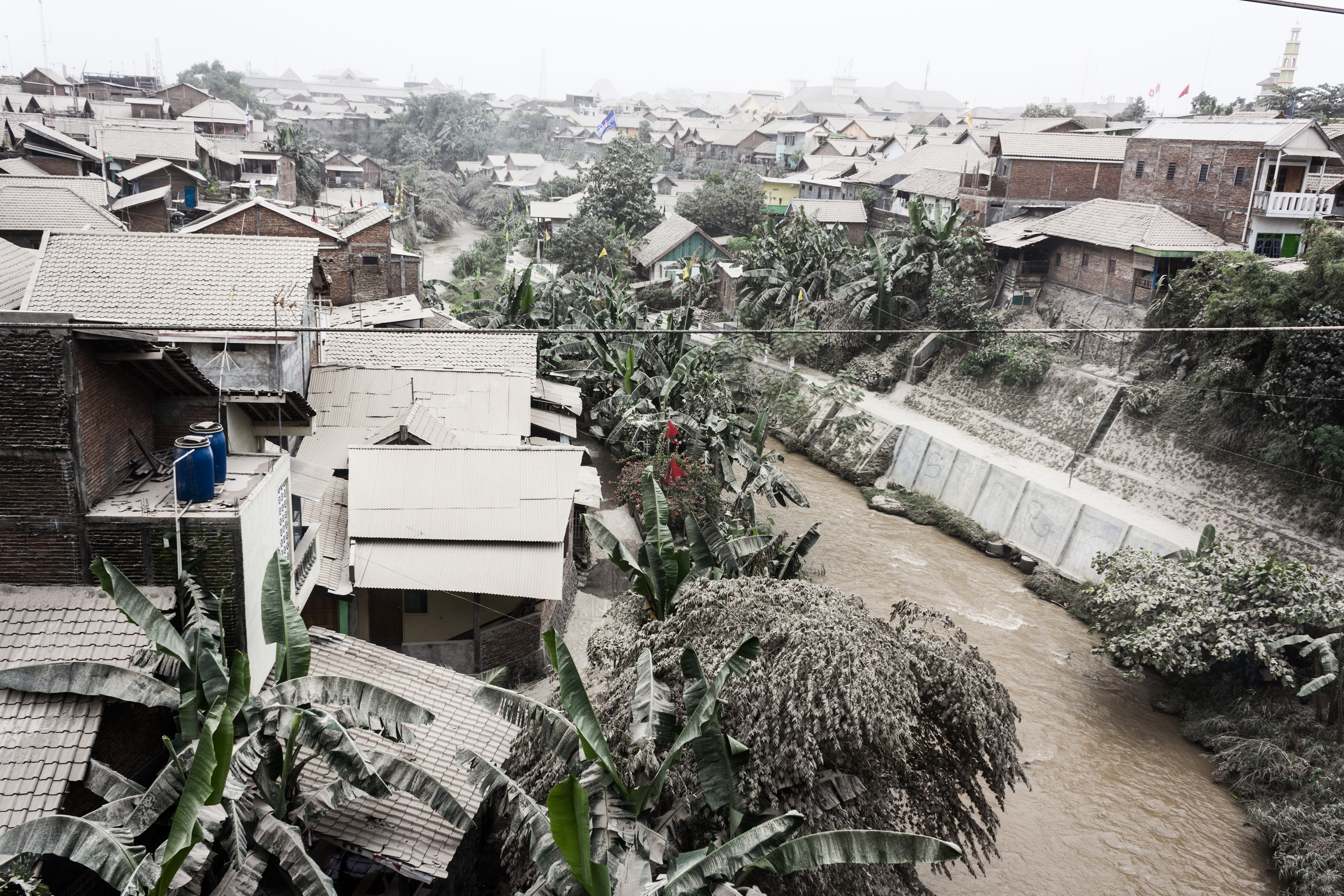
Popelem pokryté město Yogyakarta, Kelut (únor 2014).
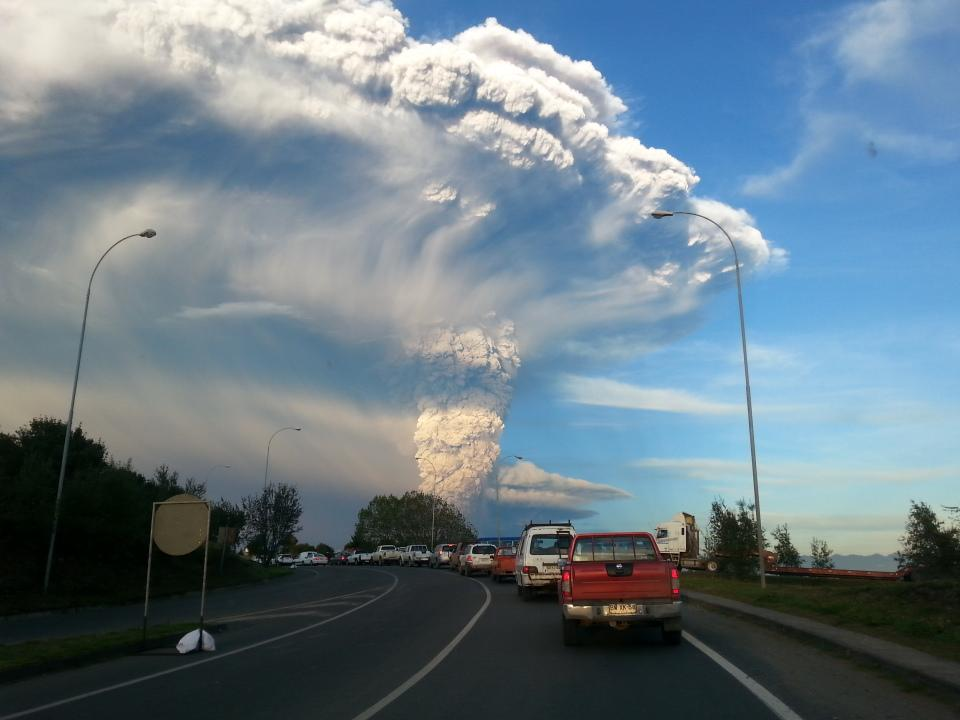
Calbuco (duben 2015).
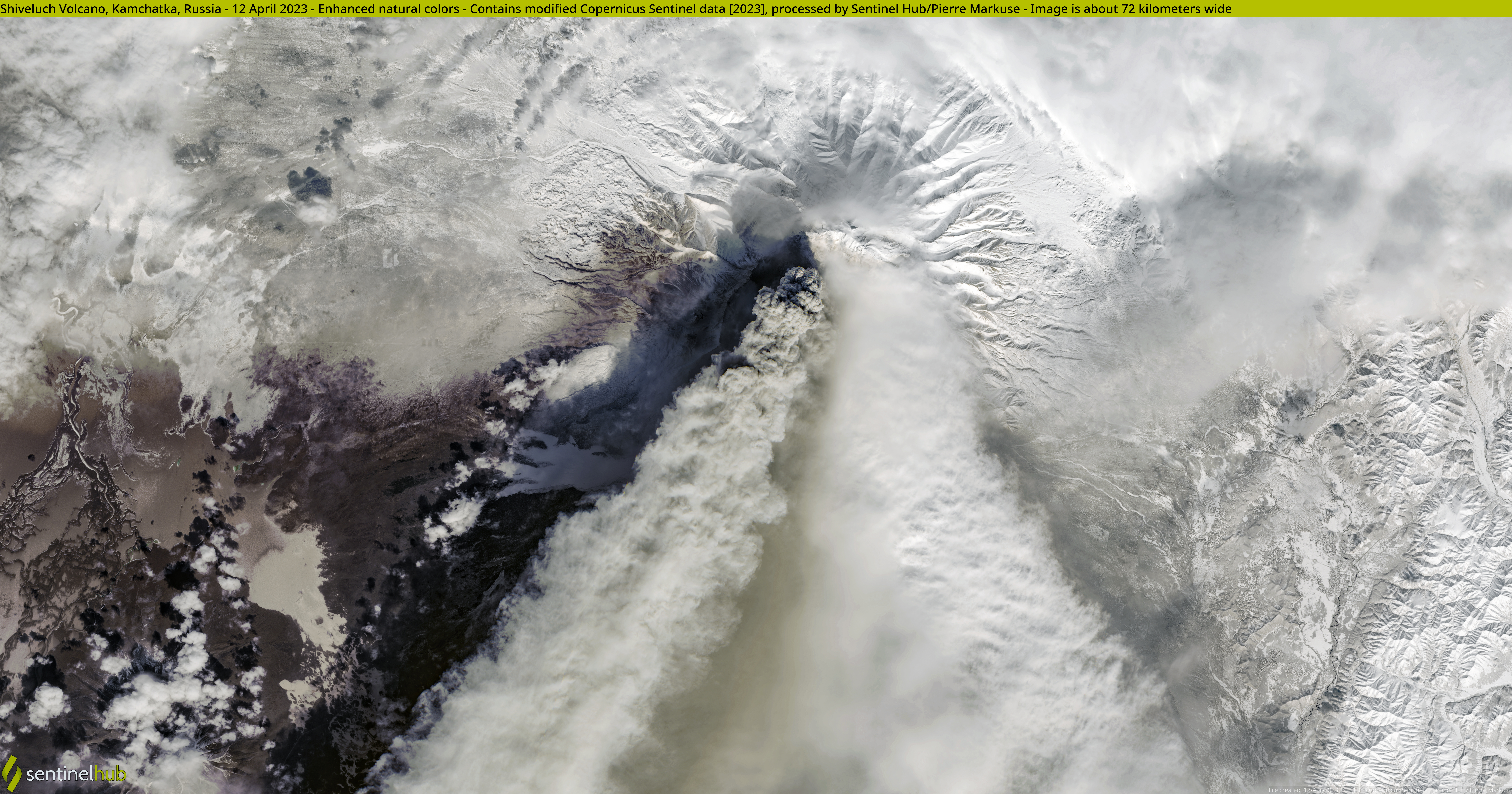
Satelitní snímek Šiveluče 12. dubna 2023.
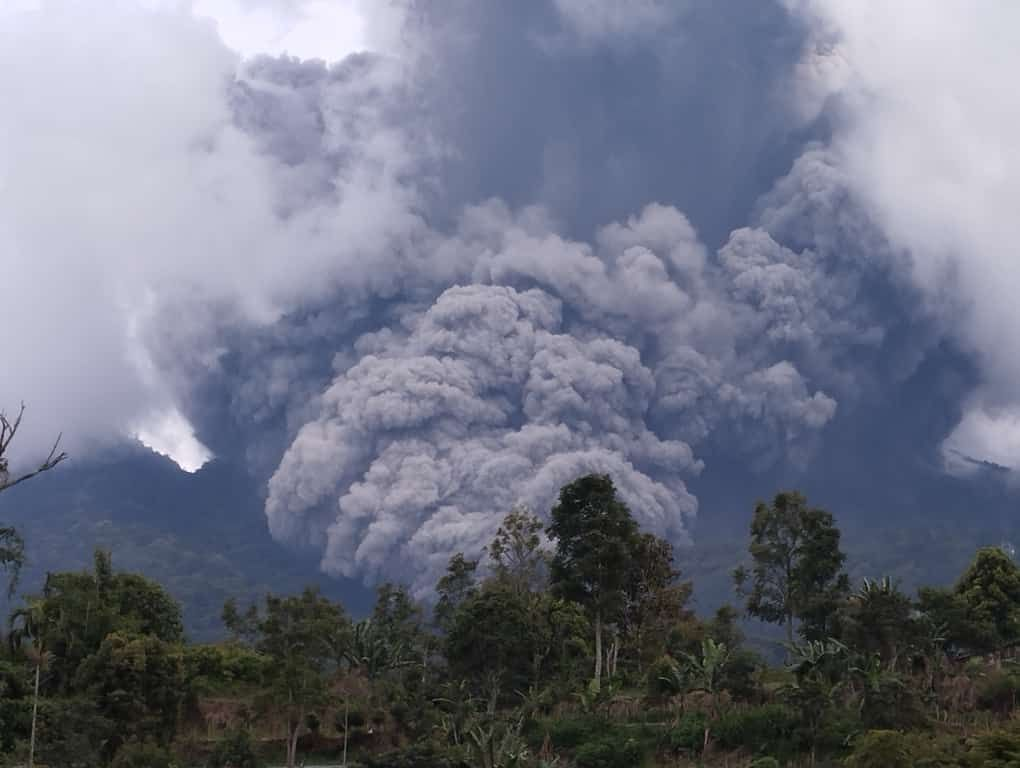
Mračno popela po výbuchu Marapi 3. prosince 2023.
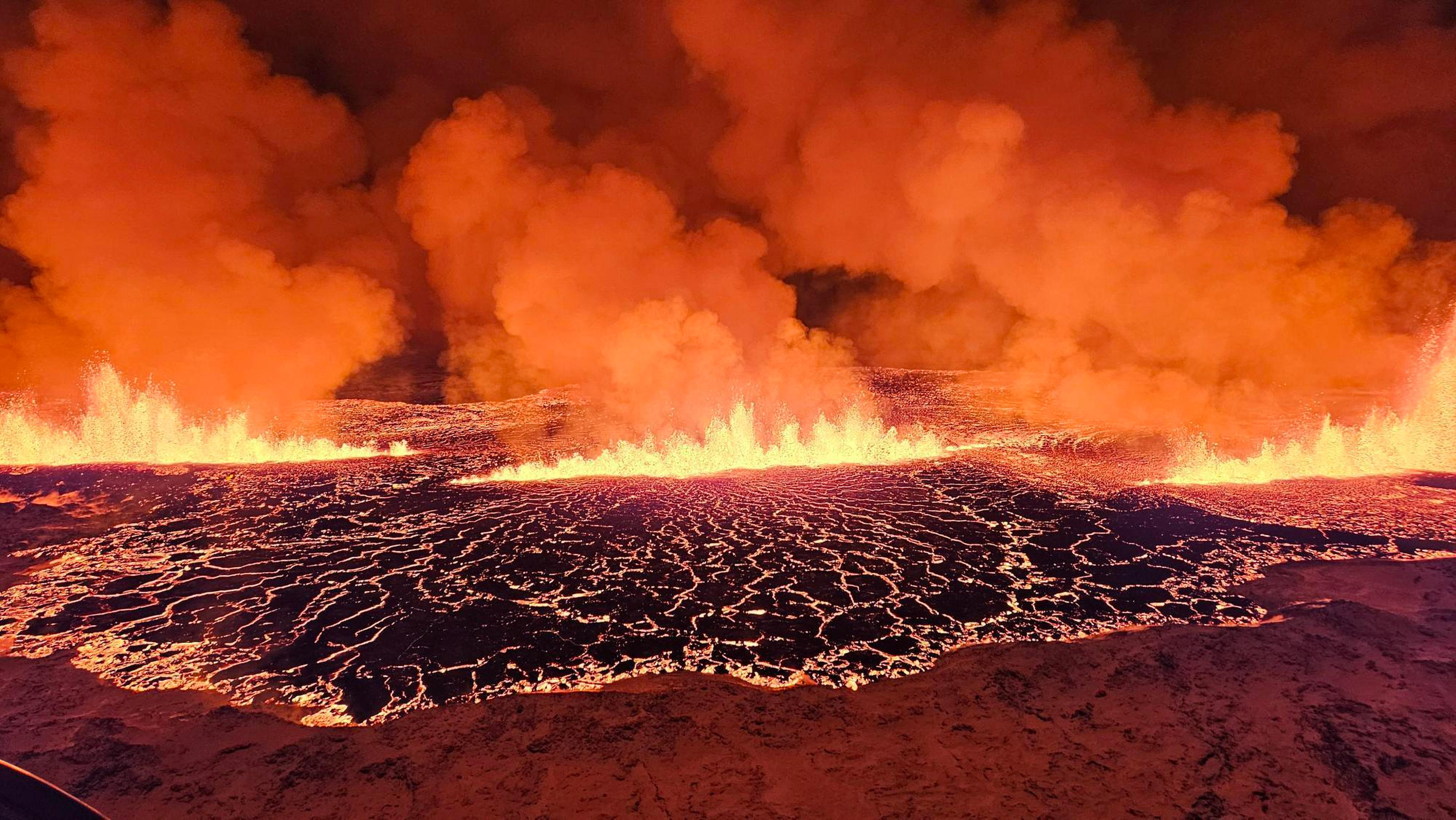
4 km dlouhá erupční trhlina sopečného systému Svartsengi 18. prosince 2023.